# Дом Эриков
Дом Эриков — один из двух кланов, соперничавших в борьбе за трон Швеции между 1150 и 1220 годами. Первым правителем из рода Эриков, победившим в борьбе за власть против Сверкеров, был Эрик IX Святой. Его жена Кристина, по легенде, по материнской линии приходилась внучкой королю Швеции Инге I Старшему.
В 1226 году борьба за трон велась уже между представителями двух ветвей дома Эриков. Кнут Хольмгерссон Длинный выступил против, правящего в то время, малолетнего Эрика XI. 28 ноября 1229 года он разбил войско Эрика в сражении при Олюструме (вероятно, нынешняя Остра в Сёдерманланде) и вынудил того бежать в Данию. Кнут провозгласил себя королём и правил до самой смерти, после которой Эрик XI вновь вернул себе корону. Борьбу за власть продолжали сыновья Кнута, Хольмгер и Филипп, пока не были казнены в 1248 и 1251 годах соответственно.
Эрик XI был последним королём по мужской линии в этой династии, и умер, по-видимому, не оставив потомства (хотя некоторые романтические родословные и более поздние исследования под их влиянием, приписывают ему одну или двух дочерей; однако названные девушки были, более вероятно, дочерьми его сестры и ярла Биргера). Следующим королём был избран Вальдемар I, на тот момент несовершеннолетний сын его сестры Ингеборг, при регентстве его отца ярла Биргера. Почти все последующие короли Швеции были потомками Дома Эриков. Происхождение от этого дома высоко ценилось как в средневековье, так и в наше время, и некоторые кандидаты (в первую очередь Карл VIII) даже подделывали свою родословную, чтобы показать, что они тоже были наследниками Дома Эриков.
Практически все члены Дома Эрика были похоронены в Варнхемском монастыре недалеко от Скары в Вестергётланде.

## Генеалогия
- Эрик IX Святой, король Швеции (1156—1160).
  - Кнут Эрикссон, король Швеции (1167—1196).
    - Эрик X (1180—1216), король Швеции (1208—1216).
      - София
      - Ингеборга, супруга ярла Биргера.
        - Вальдемар I Биргерссон (1239—1302), король Швеции (1250—1276).

      - Эрик Шепелявый (1216—1250), король Швеции (1222—1250).

  - Филипп
  - Катарина Эриксдоттер
  - Маргарета Эриксдоттер